# Battaglia di Carabobo
La battaglia di Carabobo è stata una delle principali battaglie della Guerra di Indipendenza del Venezuela nel più ampio panorama delle Guerre di Indipendenza ispanoamericane, che portò allo scontro nel Campo di Carabobo il 24 giugno 1821 l'esercito indipendentista venezuelano contro l'esercito reale spagnolo. La battaglia fu decisiva per la liberazione di Caracas, nonché del resto del territorio venezuelano dopo l'espulsione definitiva delle truppe spagnole.

## Storia
Con l'armistizio del 28 di aprile del 1821, entrambi gli eserciti ricominciarono comunque una mobilitazione delle loro forze. I leali al Re possedevano divisioni ben preparate ed armate ma in numero esiguo. Il generale repubblicano Mariano Montilla (1782–1851) al comando di 3 000 uomini mise sotto assedio Cartagena de Indias tra il 14 luglio 1820 e il 10 ottobre 1821, occupando Riohacha e Maracaibo. Bolívar in persona comandava 5000 soldati con 4000 riserve. Bermúdez di per contro avanzava verso Caracas con 2000 uomini. Per ultimo, l'esercito neogranadino era impegnato con operazioni nella valle del Magdalena. La Torre invece, disponeva di 9000 soldati distribuiti lungo tutto la costa caraibica venezuelana e neogranadina in distinte guarnigioni, ma con le sue comunicazioni interrotte dalla rivoluzione a Maracaibo. Più di due anni prima (1818) le sue forze erano di 18 000 soldati, ma a causa delle continue sconfitte si erano dimezzati. Bolívar e i suoi eserciti erano in totale 20 000 uomini.

## Preparazione degli eserciti

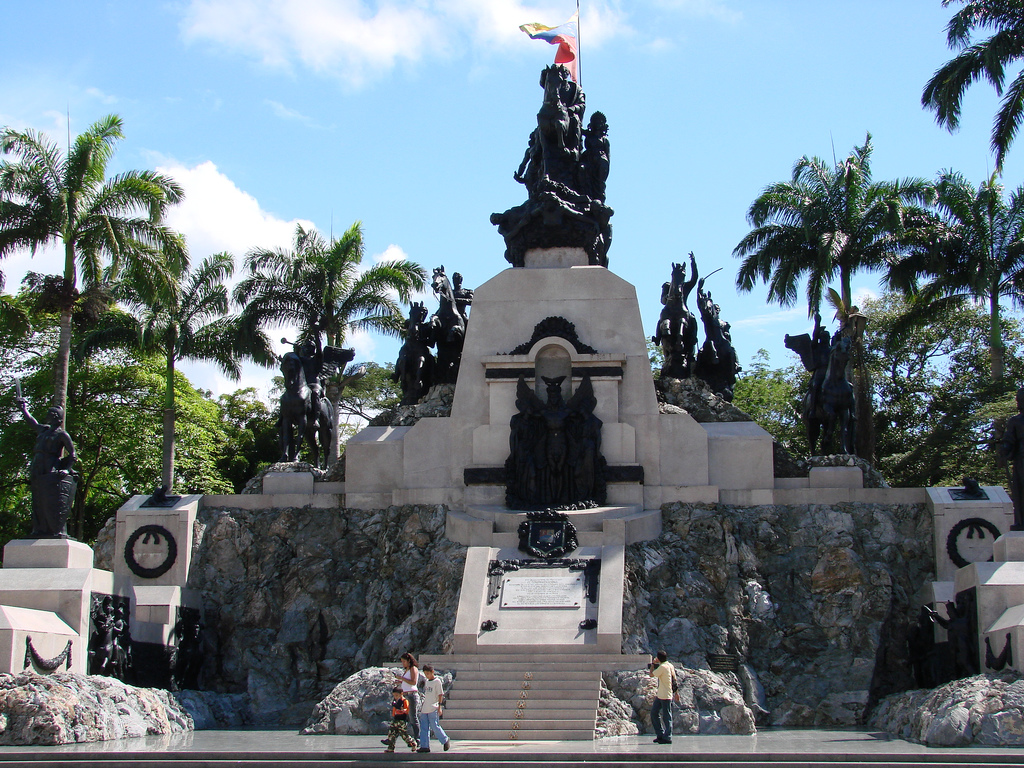
Altare della Patria.

Prima del combattimento, Miguel della Torre distribuì le sue forze affinché coprissero ad ovest il passo di San Carlo, e da sud quello di El Pao. La prima linea difensiva fu affidata alla Prima Divisione al comando del Tenente Colonnello Tomás García (1780–1843), la quale venne organizzata in tre battaglioni principali. Il battaglione di Valencey al comando del Tenente Colonnello Andrew Riesco, a presidio della parte sud del passo; con alla sua destra il battaglione Hostalrich comandato dal Tenente Colonnello Francisco Illas.
Il 15 giugno 1821, Bolívar riorganizzò il suo esercito in tre divisioni. La prima al comando di José Antonio Páez, e formata dai battaglioni Bravi di Apure (al comando del tenente colonnello Francisco Torres) e i mercenari inglesi raggruppati nel battaglione Cacciatori Britannici (al comando del colonnello inglese Thomas Ildeston Farriar); oltre 7 reggimenti di cavalleria. La seconda, comandata dal generale di divisione Manuel Cedeño, e costituita dai battaglioni Tiradores e Vargas. La terza, sotto gli ordini del colonnello Ambrosio Piazza e costituita da 4 battaglioni: Il batallón Rifles al comando del tenente colonnello irlandese Arthur Sandes, i Granaderos de Colombia al comando del colonnello neogranadino Francisco di Paula Vélez, il Vencedor di Boyacá, al comando del colonnello tedesco Johann von Uslar e dello Stato Anzoátegui, comandato dal colonnello José Maria Arguidegui.

### Forze presenti nel combattimento
I calcoli sulle forze presenti in Carabobo tendono ad essere molto di parte. Ciò nonostante, tutti riconoscono la superiorità numerica degli indipendentisti. Mosquera calcola che l'esercito grancolombiano aveva tra i 9000 e 10 000 uomini. Anche Karl Marx riconosce la superiorità numerica grancolombina: 1500 cavalieri e 2500 fanti lealisti contro 3000 cavalieri e 6000 fanti (1100 britannici) indipendentisti.
Le stime moderne invece sono discordanti. Zamora parla di solo 4300 lealisti e 6500 repubblicani. Quest'ultima cifra coincide con quella di Bushnell, 2500 cavalieri e 4000 fanti. López parla di 4000 fanti e 2300 cavalieri. Sinclair stima l'esercito rivoluzionario in 10 000 combattenti, 3000 cavalieri e il resto fanti.

## Battaglia

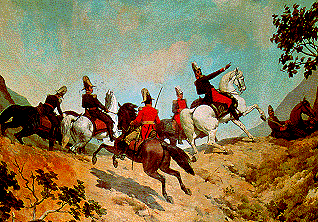
Bolívar dirige la battaglia accanto al suo stato maggiore.

### Dispiegamento e prime manovre
Alle prime ore del 24 di giugno, della collina Buenavista, Simón Bolívar fece una visita della posizione dei lealisti, concludendo che questa era inespugnabile dalla fronte e da sud. Di conseguenza, ordinò che le divisioni modificassero la loro marcia verso destra e si dirigessero al fianco destro il quale era scoperto; ossia, Bolívar concepì una manovra ad uncino.

### Il fianco destro dell'esercito reale si ritira

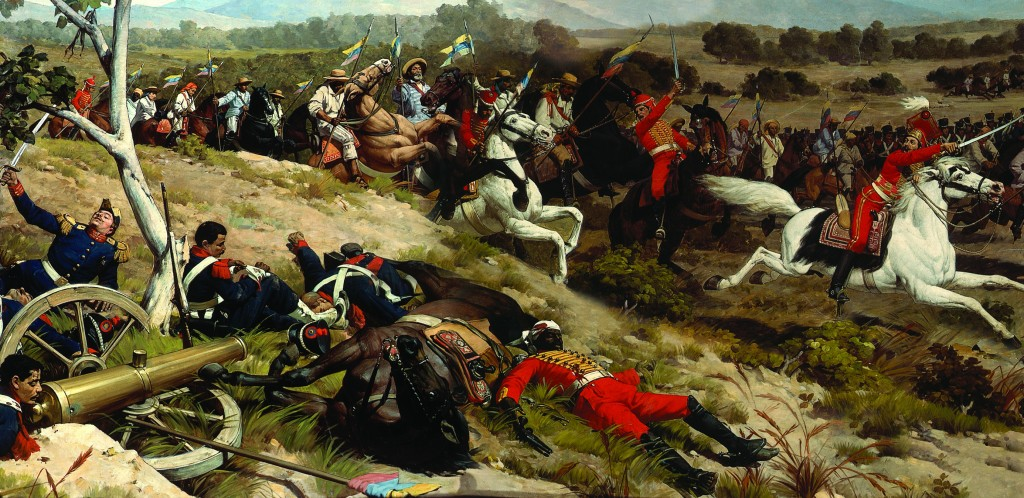
La prima divisione forza il passo ed entra nella savana di Carabobo.

Per permettere la ritirata delle unità realiste, La Torre inviò i battaglioni Principe, Barbastro e Infante, oltre all'ordine impartito all'Húsares di Fernando VII di carica contro la cavalleria ribelle.
Infine, attaccati dalla fanteria e dalla cavalleria, i battaglioni leali al Re batterono in ritirata. Come ultima azione, La Torre ordinò al reggimento dei Lanceros del Re che attaccasse la cavalleria grancolombiana, ma questa unità non soltanto disobbedì all'ordine, bensì disertò. Dei 4279 effettivi che parteciparono alla battaglia di Carabobo, i realisti hanno perso 2 ufficiali superiori, 120 subalterni e 2786 soldati.

## Conseguenze
La battaglia di Carabobo è stato l'evento più importante per l'indipendenza del Venezuela. Malgrado la guerra proseguì fino al 1823, il potere dei spagnoli in Venezuela era liquidato e questo permise a Bolívar di avviare le Campagne del Sud.
Le ultime sacche di resistenza realiste caddero nelle campagne posteriori, Francisco Tomás Morali ruiscì a rifugiarsi a Porto Capello con 2000 sopravvissuti di Carabobo (più 1000 uomini della guarnigione locale), con altri 5200 uomini arruolati dopo la riconquista di Maracaibo e Coro il 7 settembre e il 3 dicembre 1822, rispettivamente. Dopo le sconfitte realiste a Cumarebo, nella battaglia navale del Lago di Maracaibo del 24 di luglio 1823 e l'assedio del generale Páez a Porto Capello, la situazione realista si fece insostenibile. L'8 novembre 1823 la guarnigione si ritirò, e due giorni dopo il castello di Santo Felipe venne preso, finendo così la guerra di indipendenza venezuelana dopo più di tredici anni di combattimenti.